# Engenheiro Navarro
Engenheiro Navarro är en kommun i Brasilien.   Den ligger i delstaten Minas Gerais, i den sydöstra delen av landet, 400 km öster om huvudstaden Brasília. Antalet invånare är 7 125.
Omgivningarna runt Engenheiro Navarro är huvudsakligen savann. Runt Engenheiro Navarro är det glesbefolkat, med 10 invånare per kvadratkilometer.